# Euxanthus huonii
Euxanthus huonii is een krabbensoort uit de familie van de Xanthidae. De wetenschappelijke naam van de soort is voor het eerst geldig gepubliceerd in 1846 door Hombron & Jacquinot.